# Jachatur Kiapanaktsian
Jachatur Kiapanaktsian (en armenio: Խաչատուր Քյափանակցյան; Leninakán, URSS, 24 de junio de 1968) es un deportista armenio que compitió en halterofilia. Ganó cuatro medallas en el Campeonato Europeo de Halterofilia entre los años 1993 y 1998.

## Palmarés internacional
| Campeonato Europeo | Campeonato Europeo        | Campeonato Europeo | Campeonato Europeo |
| Año                | Lugar                     | Medalla            | Categoría          |
| ------------------ | ------------------------- | ------------------ | ------------------ |
| 1993               | Sofía (Bulgaria)          | Medalla de oro     | 76 kg              |
| 1994               | Sokolov (República Checa) | Medalla de plata   | 76 kg              |
| 1995               | Varsovia (Polonia)        | Medalla de plata   | 76 kg              |
| 1998               | Riesa (Alemania)          | Medalla de bronce  | 77 kg              |